# William B. Bryant

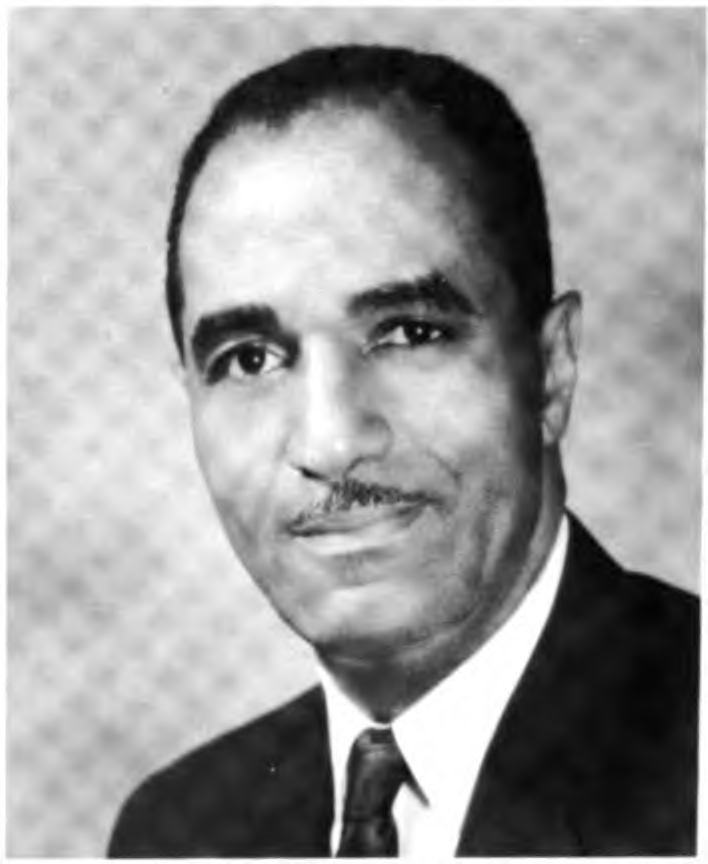
William B. Bryant (1990)

William Benson Bryant Sr. (* 18. September 1911 in Wetumpka; † 13. November 2005 in Washington, D. C.) war ein US-amerikanischer Anwalt und Richter. Er war der erste afroamerikanische Chief Judge des United States District Court for the District of Columbia, also des Bundesbezirksgerichtes für die Hauptstadt Washington, D. C.

## Leben
William Bryants Familie zog in seiner Kindheit aus Alabama nach Washington, D. C., nachdem ein Lynchmob beinahe seinen Großvater ermordet hätte. Er studierte an der afroamerikanischen Howard University und erhielt 1932 seinen Bachelor of Arts in Politikwissenschaften und 1936 seinen Bachelor of Laws, woraufhin er als Assistent des Politikwissenschaftlers und späteren Friedensnobelpreisträgers Ralph Bunche arbeitete. Nachdem er im Zweiten Weltkrieg im US-Heer gedient hatte, praktizierte er einige Jahre lang erfolgreich als Anwalt, u. a. 1957 vor dem Obersten Gerichtshof im Fall Mallory v. United States. 1951 bis 1954 war er als erster Afroamerikaner Assistant United States Attorney in Washington, D. C. 1965 ernannte ihn der Präsident Lyndon B. Johnson als Nachfolger David A. Pines zum Richter am District Court for the District of Columbia, wo er in mehreren wichtigen Fällen am Urteil beteiligt war. 1977 bis 1981 diente er als erster Afroamerikaner als Chief Judge des Bundesbezirksgerichts. Zudem war er 1982 bis 1997 Richter am Special Railroad Court. Nebenher unterrichtete er einige Zeit lang Jura an der Howard University. Er blieb bis zu seinem Tod 2005 als Richter aktiv.